# Єлисейські Поля
Єлисейські Поля (фр. Champs-Élysées, МФА: [ʃɑ̃zeliˈze], прослухатиⓘ) — одна з головних магістралей Парижа. Назва походить від Елізіума в грецькій міфології. Довжина становить 1915 метрів, ширина — 71 метр.

## Опис
Ця вулиця відома на весь світ своїм величним стилем і величезною кількістю шикарних магазинів. У кінотеатрах, розташованих на Єлисейських Полях, часто проходять прем'єри кінофільмів за участю багатьох кінозірок. Шампз-Елізе — одна з найкращих вулиць у Парижі і, є такий вислів у Франції: «la plus belle avenue du monde» — «найкрасивіша вулиця (проспект) у світі». Щороку, в національне свято Франції, День взяття Бастилії, 14 липня, військовий парад проходить Єлисейськими Полями — від Тріумфальної арки (Arc de Triomphe) до Площі Згоди (Place de la Concorde). Останній етап відомої велогонки Тур де Франс закінчується на Єлисейських Полях.
Їм присвячена популярна пісня Джо Дассена «Champs-Élysées»:
|  | У сонячний день і в дощ, опівдні або опівночі, Все, що хочете, є на Єлисейських поляхОригінальний текст (фр.) Au soleil, sous la pluie, à midi ou à minuit, Il у а tout ce que vous voulez aux Champs-Elysées. |

## Галерея

Вид на Єлисейські поля з Тріумфальної арки
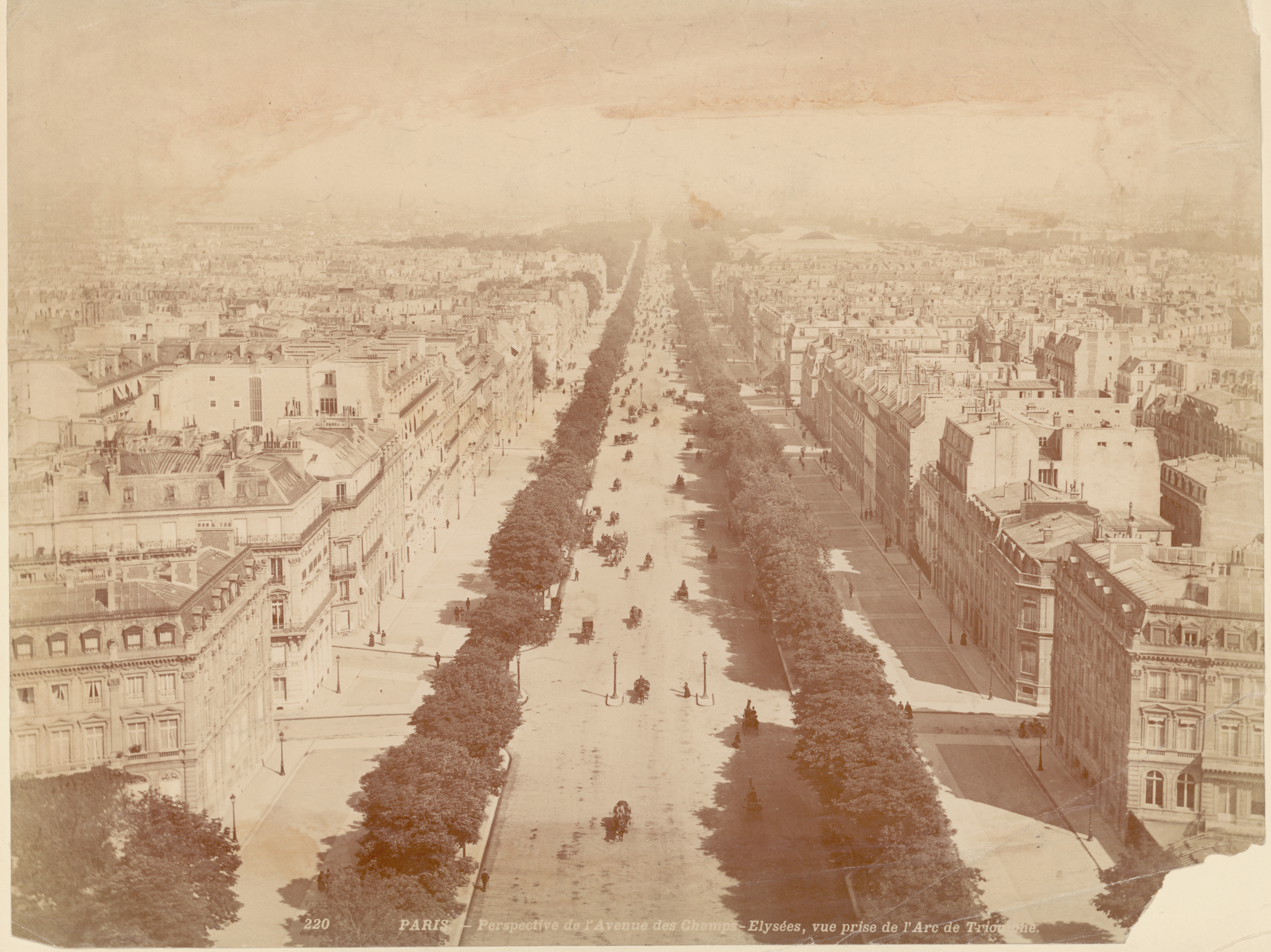
1860
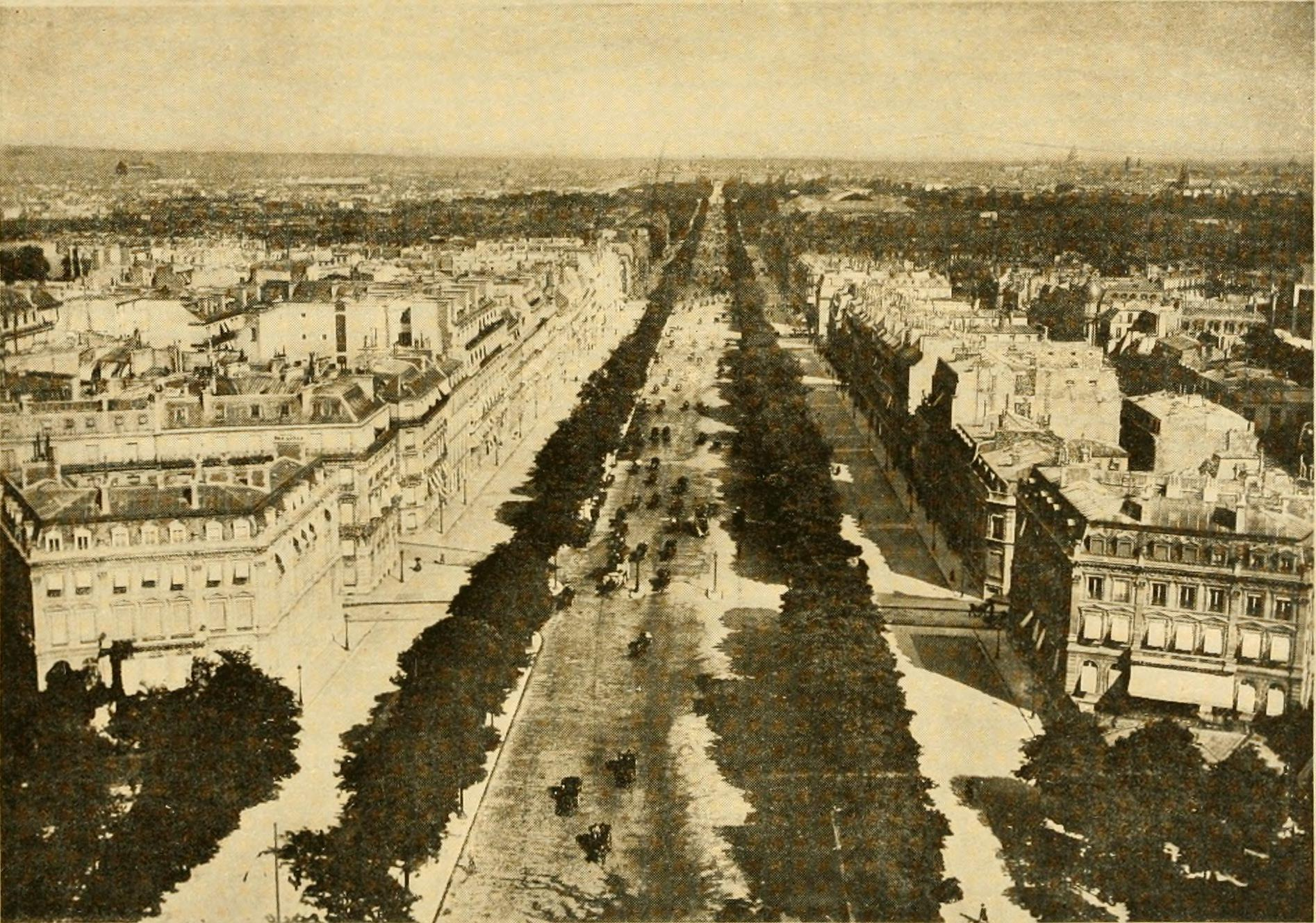
1913
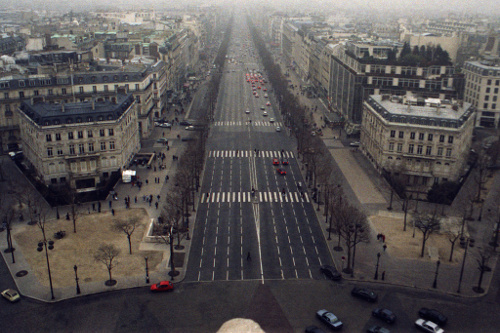
1991
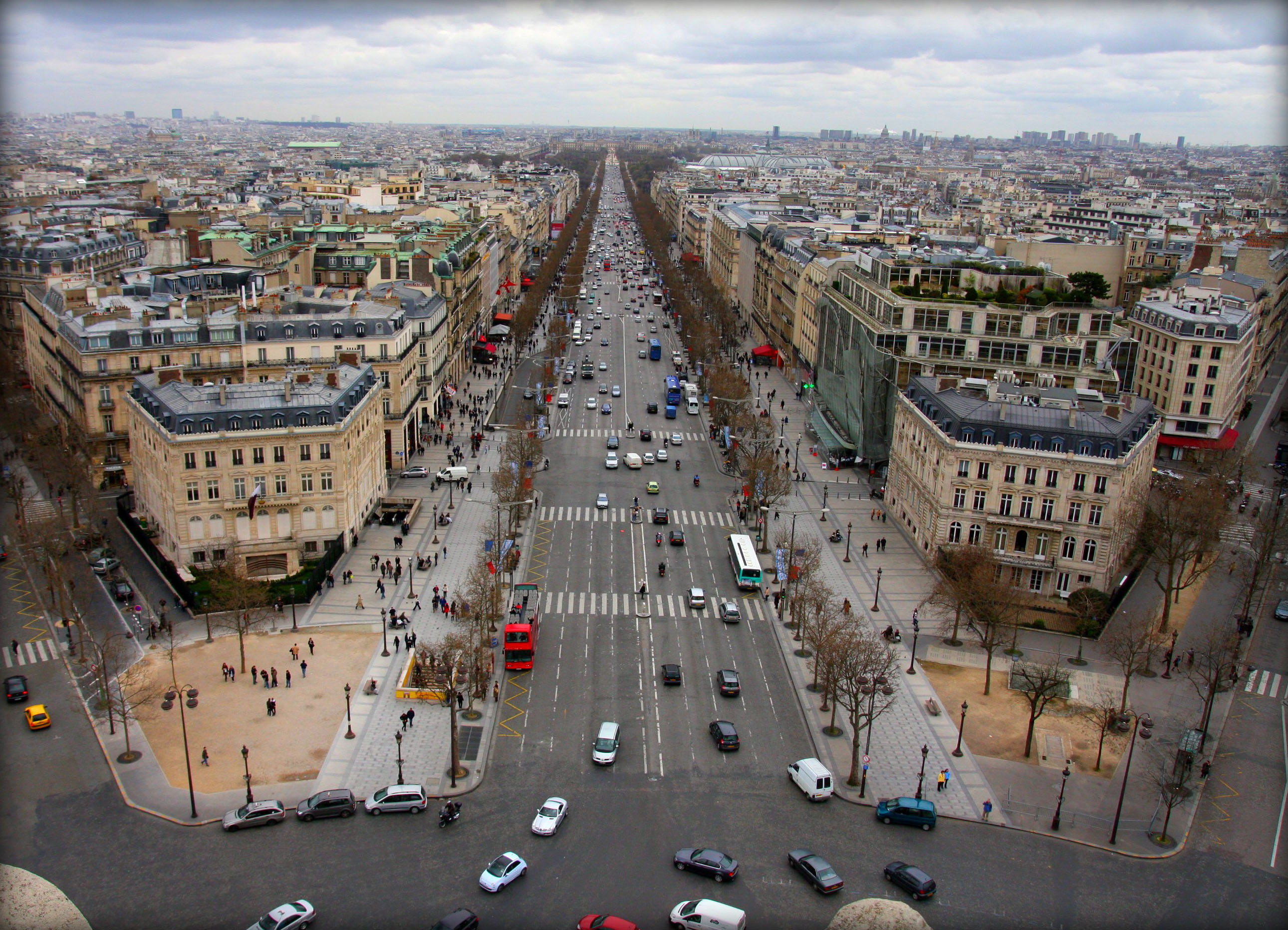
2008
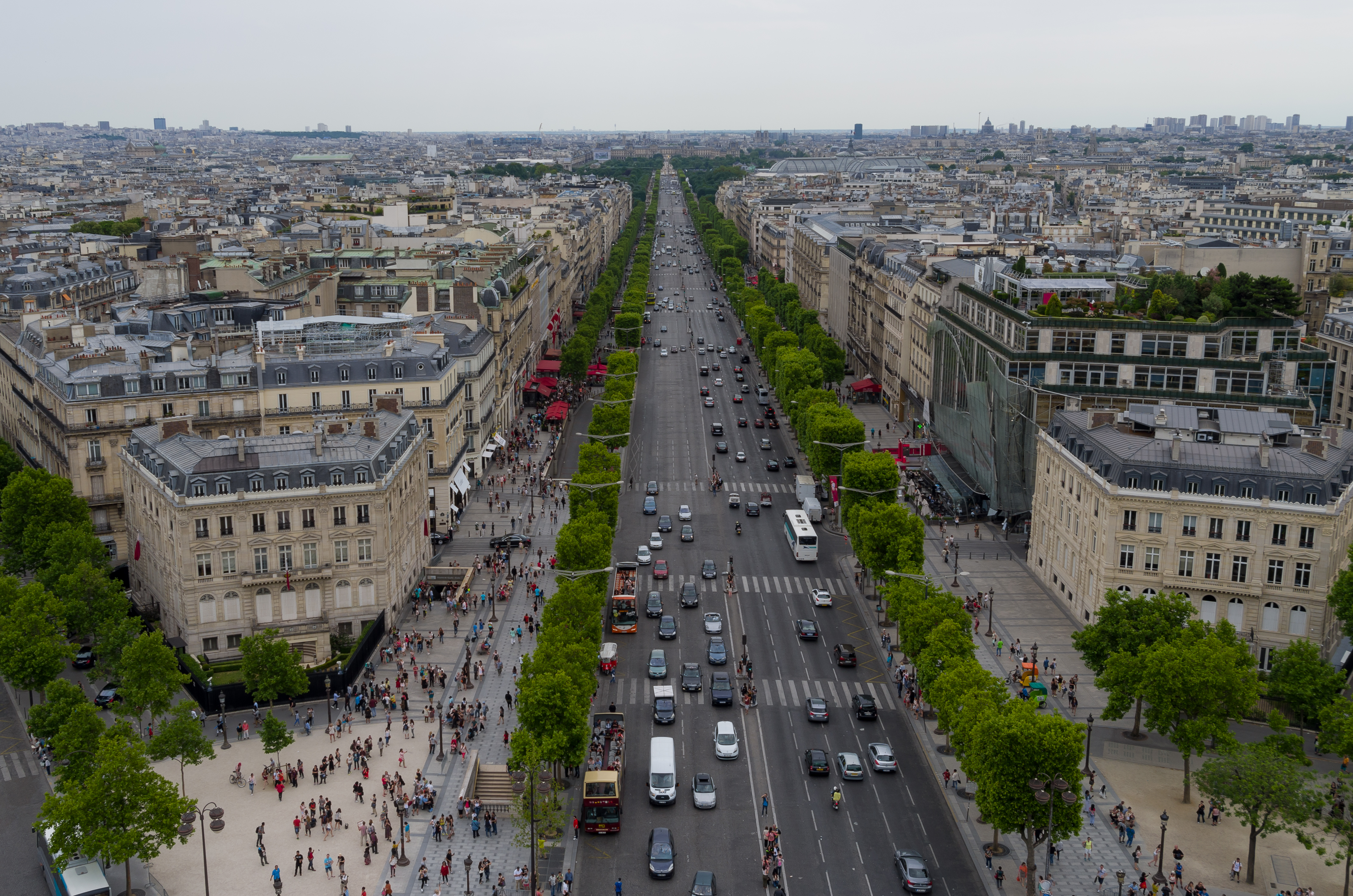
2015

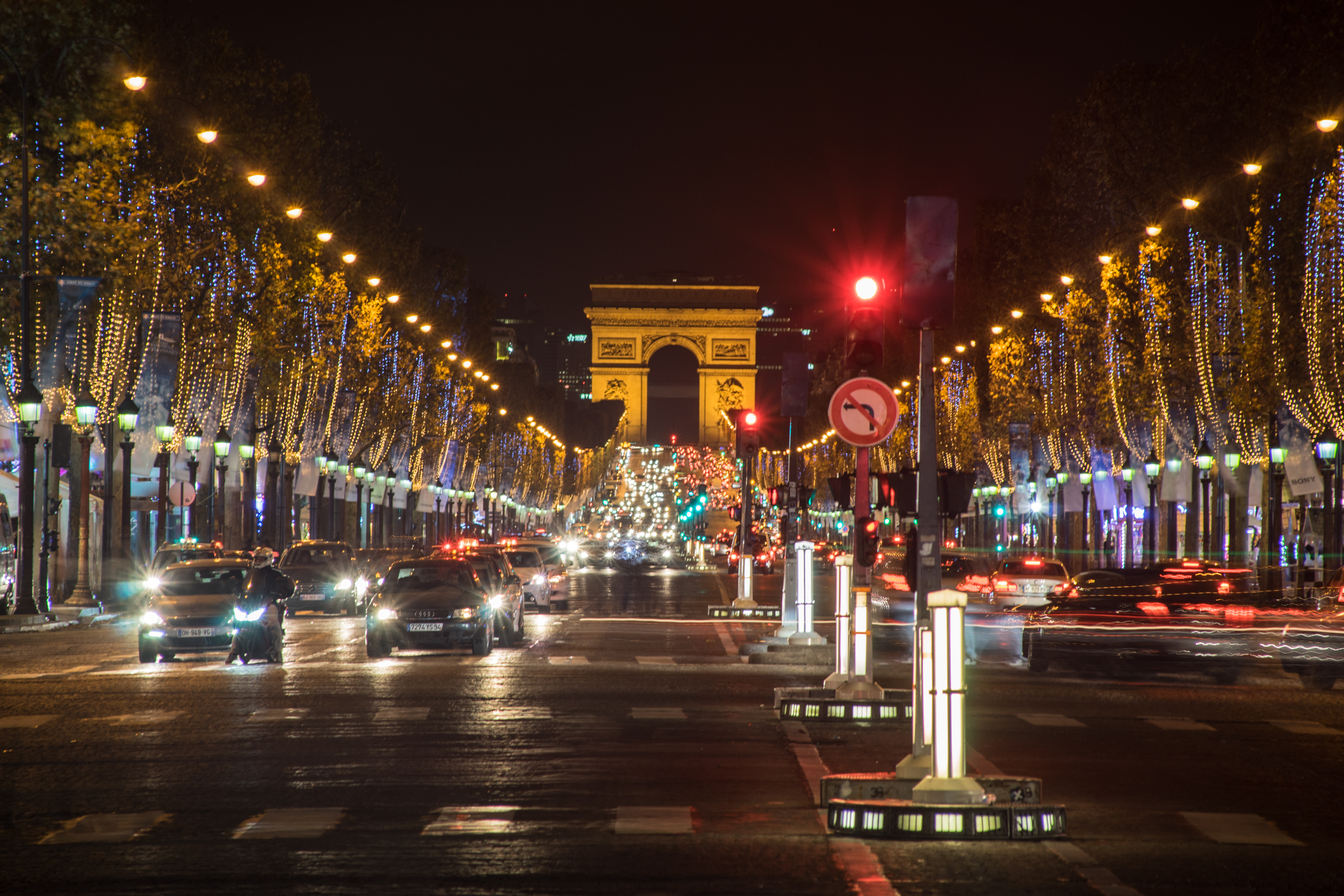
Вид на Тріумфальну арку вночі (2014)
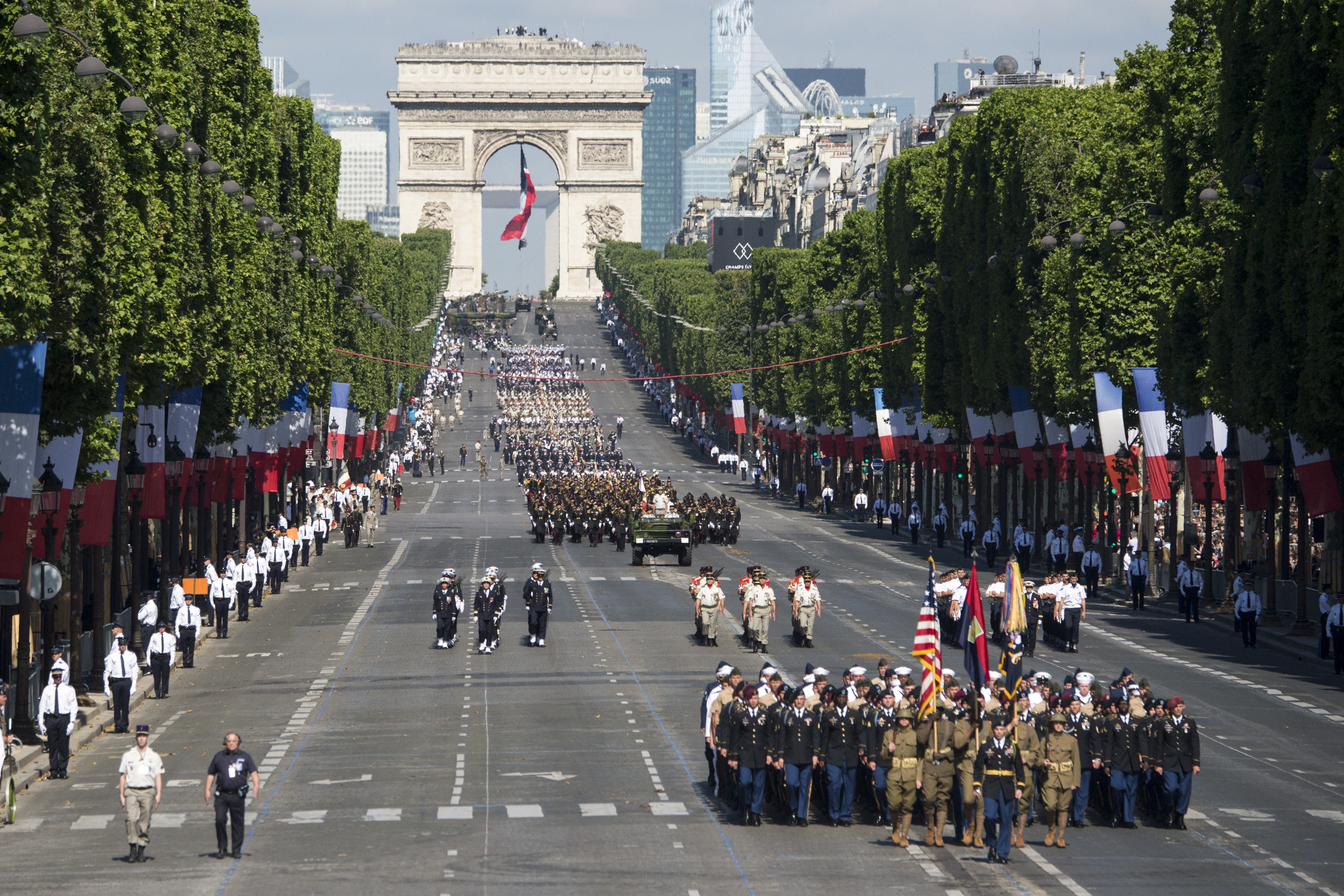
Під час святкування дня взяття Бастилії (2017)
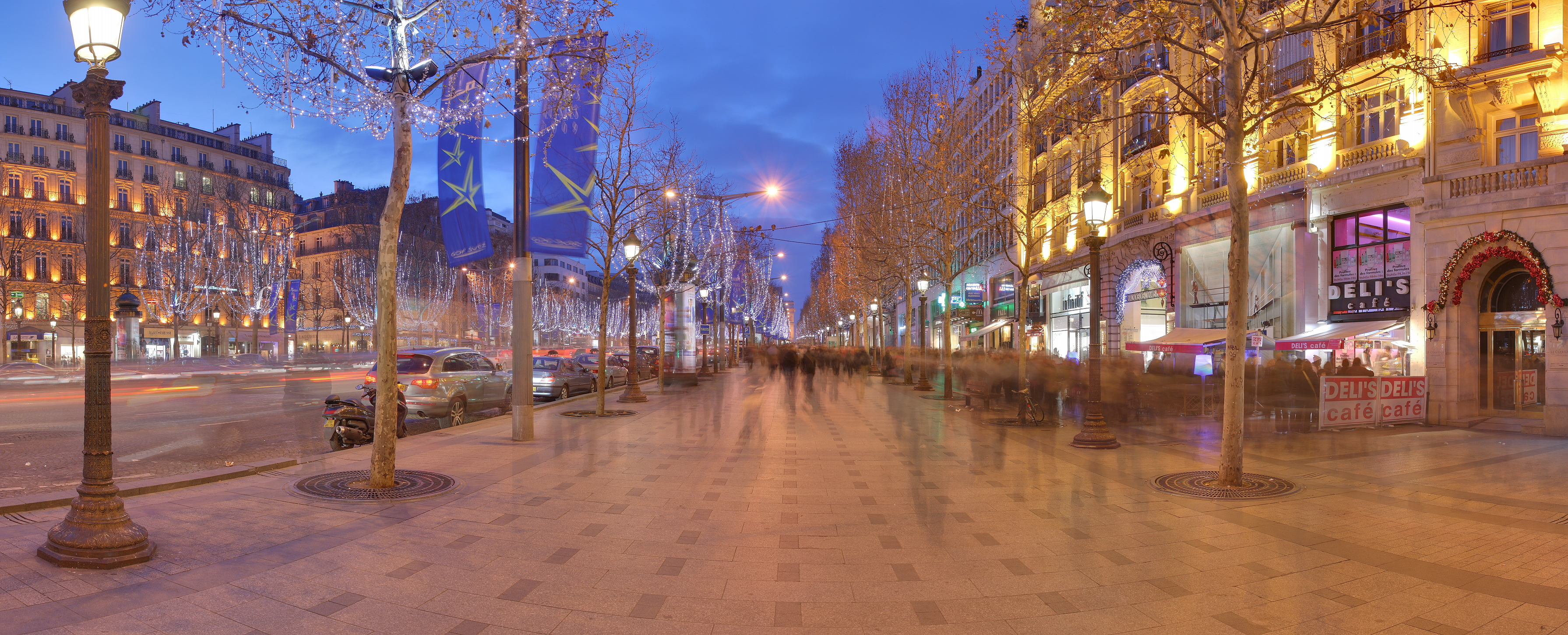